# Literatura gallega del Prerrexurdimento
Tradicionalmente, se denomina Prerrexurdimento al espacio de tiempo transcurrido entre 1808 -año del comienzo de la Guerra de la Independencia española (1808-1814)- y 1863 (año de la publicación de Cantares Gallegos, de Rosalía de Castro).

## Contexto histórico

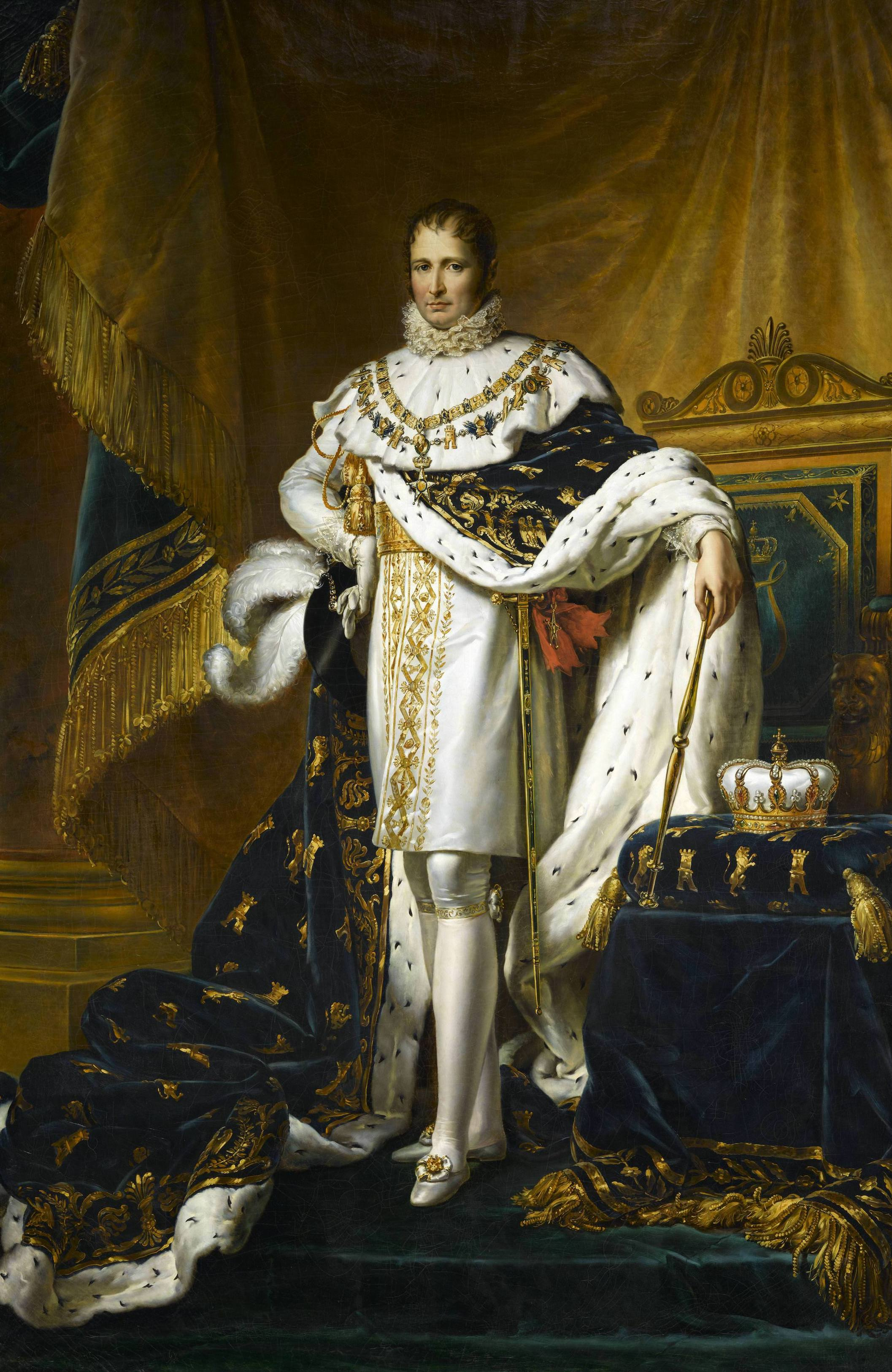
José Bonaparte.

El primer hecho histórico que influirá en la literatura del siglo XIX fue la Guerra de Independencia. Ya desde el año 1805, Napoleón Bonaparte entró en negociaciones con el primer ministro español Manuel Godoy, con el objetivo de formar una alianza hispano-francesa que tuviera como finalidad última la repartición de la totalidad de Portugal entre los Bonaparte y Godoy. Fruto de esta alianza, se firma en 1807 el Tratado de Fontainebleau. En uno de los puntos de este tratado, se recoge el permiso del gobierno español con las tropas francesas, las cuales tenían el consentimiento de la corona española para cruzar España "de camino" a la invasión lusa.

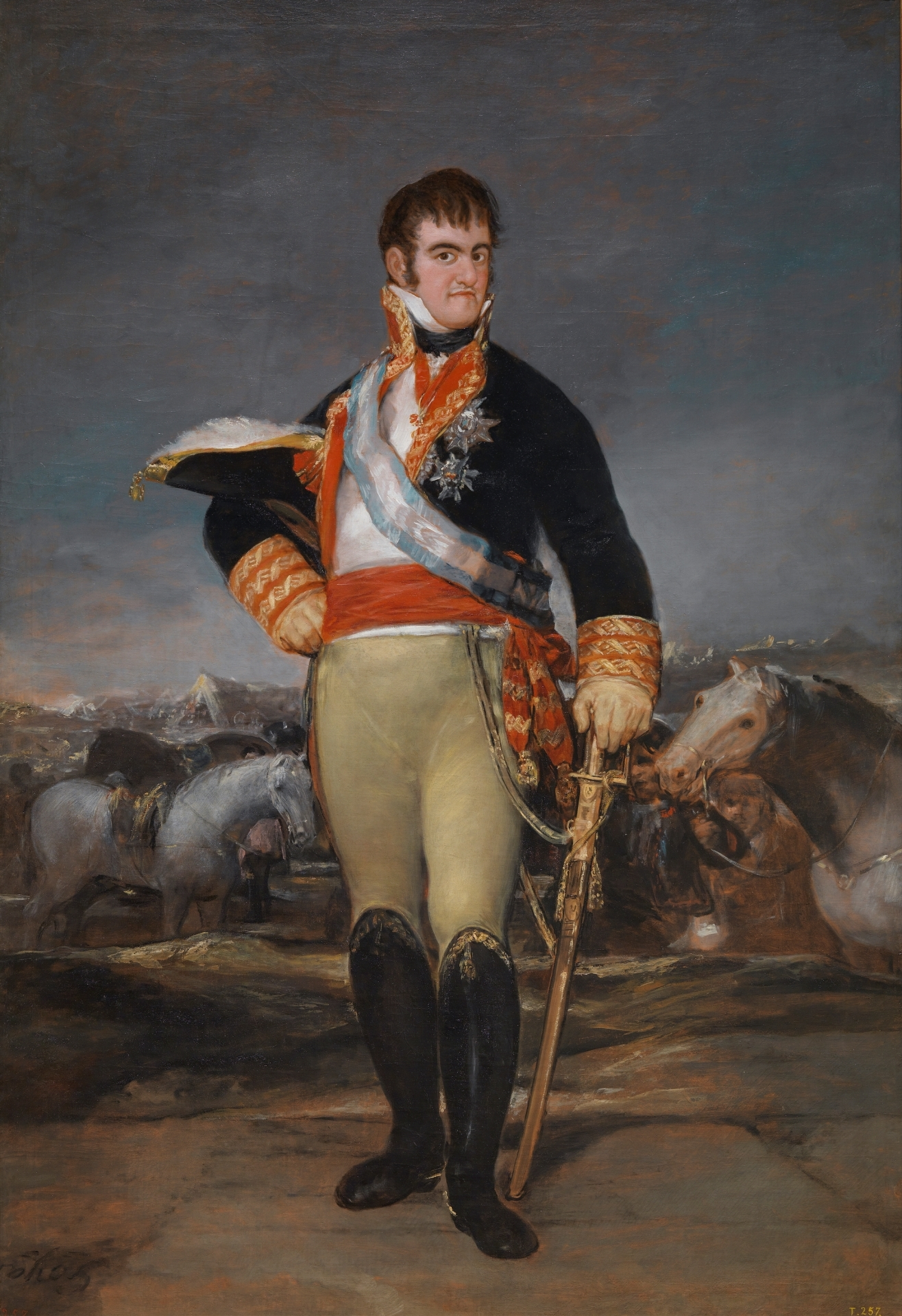
Retrato de Fernando VII, por Francisco de Goya.

Pero Napoleón, conocido por ser un gran estratega, aprovechó esta circunstancia para tomar el territorio español y colocar en el trono a su hermano José I. A partir de este momento, comenzó la llamada Guerra de Independencia, la cual se prolongará desde 1808 hasta 1814. Durante el transcurso de este conflicto bélico, Galicia permaneció aislada y autónoma, puesto que el territorio quedó gobernado por la Junta General del Reino de Galicia.
En 1812, bajo las corrientes liberales traídas de Francia, es aprobada en la Cortes de Cádiz la primera Constitución Española, conocida popularmente como "La Pepa", por salir a la luz el 19 de marzo, día de San José.
Pero en 1814, con la derrota napoleónica, vuelven los Borbones al trono español, concretamente Fernando VII, a través del Tratado de Valençay. Influido por el Manifiesto de los Persas (1814), el nuevo monarca suprime las Cortes de Cádiz y la Constitución de 1812, llevando de nuevo el imperio español por los caminos del absolutismo. Y así será hasta 1820, año en el que el pronunciamiento del general Rafael de Riego obliga a Fernando VII a jurar la Constitución de Cádiz. Así, entre 1820 y 1823 tendrá lugar el llamado Trienio Liberal, durante el cual se retomaron las resoluciones de las Cortes de Cádiz y quedó abolida la Inquisición. Pero en 1823, Fernando VII pidió ayuda a los Cien mil hijos de San Luis (un ejército francés a las órdenes de la Santa Alianza) para restablecer el absolutismo.
En 833, el ministro español Javier de Burgos lleva a término la nueva división territorial del Estado español, con la cual pretendía potenciar el centralismo. Dicha reforma propició que Galicia se dividiera en cuatro provincias y que perdiera (a favor de Castilla y Asturias) parte de su territorio.

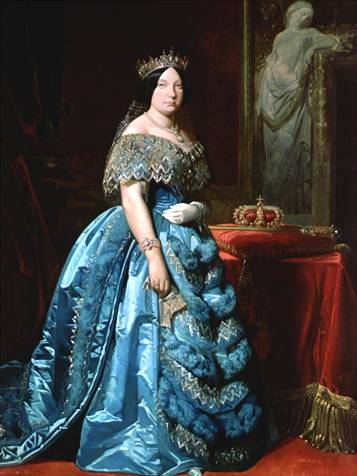
Isabel II, reina de España desde 1833 hasta 1868

En ese mismo año de 1833, se produjo la muerte de Fernando VII. Debido a que su hija Isabel, en aquel momento, contaba con tan solo tres años, el gobierno quedó a cargo de su esposa, María Cristina de Borbón-Dos Sicilias. En 1840, tomaría el relevo en el gobierno el general Baldomero Espartero, que desempeñó su regencia hasta 1843, año en el que sube al trono (con tan solo trece años) la reina Isabel II.

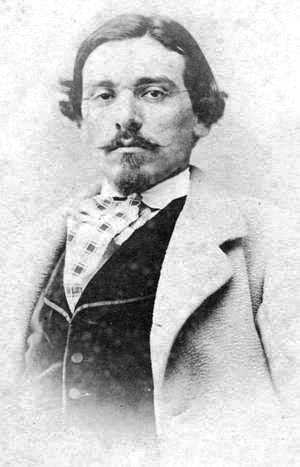
Eduardo Pondal estuvo en el banquete de Conxo

Precisamente fruto de la disconformidad con el gobierno de esta reina, nacerá en Galicia el movimiento del Provincialismo. Se trata de un grupo de hombres jóvenes, liderados por Antolín Faraldo, de ideología liberal y que pretendían restablecer la unidad provincial de Galicia y también una mayor autonomía de la que gozó el territorio durante la Guerra de la Independencia. En 1846, se produjo el levantamiento progresista de Miguel Solís, cuyo desenlace trágico culminó con el ajusticiamiento de los mártires de Carral.
El 2 de marzo de 1856, tuvo lugar, en la población de Conxo, el llamado banquete de Conxo, en el cual comparten mesa y mantel, por primera vez, estudiantes y obreros y artesanos. Entre los estudiantes, destacaba la presencia del poeta Aurelio Aguirre y también de un joven Eduardo Pondal, quien recitó algunos poemas de su autoría escritos en español.
Derivado de este espíritu progresista y de valoración de la tierra, en el año 1861 se celebra en la ciudad de La Coruña los primeros Juegos Florares gallegos, organizados por iniciativa de Xosé López Cortón. Estas celebraciones, surgidas por imitación de los Jocs Florals catalanes, tuvieron gran repercusión e el ámbito literario y político.

## Primera fase: literatura de circunstancias (1808-1840)
Durante este primer periodo, encontraremos una gran cantidad de textos cuyo contenido es más utilitario e instrumental que literario. Estos escritos estaban, en su mayoría, fuertemente vinculados al contexto sociopolítico de la época. Así, en la Guerra de Independencia española y también el enfrentamiento entre los conservadores y los liberales (que deriva del debate del constitucionalismo) serán las temáticas dominantes en esta fase.
El primer documento "literario" del Prerrexurdimento del se tiene noticia es una Carta-Representación, firmado por Pedro Cima de Vila, en la que los vecinos del municipio orensano de Pontedeva le piden al rey Carlos IV que elimine la presión fiscal que venía ejerciendo sobre la comercialización y el consumo del vino. Una vez más, tenemos que recordar que el concepto de lo que es o no literario varía con el paso del tiempo, y que las cartas forman parte del estudio literario de esta época.
Por otra parte, debido a la ya citada guerra fue acogida en Galicia con una cierta indiferencia, por lo menos hasta 1809, aparecieron numerosos textos (que circulaban en hojas volantes) cuyo objetivo era capta jóvenes que pudieran combatir en el frente contra el ejército galo. Uno de ellos fue el poema anónimo Un labrador que foi sarxento aos soldados do novo alistamento (1808). Por otra parte, sabemos por el testimonio directo que había un gran número de obras teatrales de tema patriótico, diseñadas para el mismo propósito. En la actualidad estas piezas se han perdido.
En 1810, ve la luz la obra de Xosé Fernández de Neira Proezas de Galicia. Esta obra, escrita bajo la forma de diálogo, cuenta con dos personajes in praesentiae (Chinto y Mingote) que narran, a través de sus conversaciones, la guerra napoleónica. Pese a que los galos aparecen caracterizados con trazos negativos, no existe una idealización de los gallegos, por lo que no se pueden entender las Proezas de Galicia como un texto épico.
En 1812, el liberal Antonio Benito Fandiño, durante uno de sus varios estadios en el presidio, escribió la obra teatral A Casamenteira. La pieza narra la historia de un amor (el de Perucho y Técola) roto por los intereses sociales y económicos de Xan Rouco (padre de Perucho), y de la tía Goras (la casamentera). Estos dos últimos personajes, conciertan el casamiento entre Perucho y la Dominga (amante del sacerdote). Finalmente, Técola, en una demostración de integridad femenina, rechaza otro casamiento que la tía Goras le ofrece al final de la pieza. Pese a datar de 1812, A Casamenteira no fue publicada hasta 1849, año en el que fue realizado un homenaje en Orense a Fandiño. 
Continuando con el género dramático, sabemos que serían de esta época las dos piezas de las que da fe Galo Salinas en su  Memoria acerca de la Dramática Gallega (1896), de las cuales una lleva por título O Pleito do Gallego. La otra, carente de titulación, constituye una sátira contra los liberales de 1812, y estaría ambientada en Tuy. Igualmente, Leandro Carré Alvarellos dio nombre a dos piezas más: Conversa entre os Arrieiros Cosme da Grouxa, Marcos Rielo e Roque de Arán y también O Litigante Labrador, de Ramón Varela. Todos estos testimonios teatrales están perdidos hoy en día.
Volviendo a la creación poética de esta primera fase, es obligado hacer referencia al romance Os Rogos dun Gallego, de la autoría de Manuel Pardo de Andrade. Este poema constituye una de las más fieras alegaciones en contra de la Inquisición. 
Antagónica a este texto es la Carta a un Liberal, artículo publicado el 22 de abril de 1813 en el periódico Estafeta de Santiago, firmado por "El paysano católico y decidido, Presidente. Por su mandado el ciudadano, Secretario". Se trata de una más que fiera crítica a un liberal y, por extensión, a toda la ideología del liberalismo. 
Por otra parte, el 23 de abril de 1814, según Ramón Marino Paz, apareció publicado en el periódico El Ciudadano por la Constitución un romance en el que se critica la ingenuidad de los liberales que creían que Fernando VII iba a mantener los postulados de la Constitución de 1812. Este poema se duda si es de la autoría de Antonio Benito Fandiño o de Manuel Pardo de Andrade. 
Datan de 1820, según Xosé María Álvarez Blázquez, los versos de un poema de largo título, conocidos como el Aniversario Constitucional, las cales suponen una alabanza de la Constitución de Cádiz y de las libertades recuperadas (recordemos que estamos en pleno Trienio Liberal). 
De 1821, serían unos comentarios escritos en lengua gallega que aparecen en las Condiciones y Semblanzas de los Diputados la Cortes para la Legislatura de 1820 a 1821. En el 1823, aparecerían publicados dos poemas en gallego en el periódico Diario Constitucional de La Coruña, en los que se critica a los insurrectos del Valle del Burón. Y, en el periódico El Fiscal de los Jueces, editado en la Coruña entre 1821 y 1822, todos los números publicados estaban encabezados por unas cuartetas (composición de cuatro versos)escritas en gallego. 
Por otra parte, fuera de esta temática política, tendríamos las composiciones de Nicomedes Pastor Díaz Alborada y la Égloga de Belmiro e Benigno. Se trata de dos poesías de juventud, escritas por un Pastor Díaz de tan solo catorce años, y que poco tendrá que ver con el afamado poeta en lengua española en el que se convertirá años más tarde. 
Por otra parte, debemos decir que a Vicente Turnes le es atribuida la anónima Letrilla aos rexios desposorios de S.M., datada en 1829.
A partir de 1820, y sobre todo en la década de 1830, contará con un grandísimo auge el género del diálogo, particularmente en Santiago de Compostela y en sus cercanías. Estamos ante textos dialogados (como el propio nombre del género indica) en los que se presenta a gente rural conversando entre sí, y de cuyas parrafadas siempre había salido de manera indirecta un elogio a la Constitución de Cádiz y al liberalismo. Se trataba de una estrategia de los liberales para difundir su ideario sin recibir ningún tipo de represalias, puesto que los diálogos eran anónimos y se presentaban como reales (aunque, de su lectura, se deduce su artificialidad). En el año 1820 verían la luz los diálogos Tertulia na Quintana y el Diálogo entre Dominjos y Farruco; en 1823, aparecería el Diálogo entre dos labradores gallegos afligidos y un abogado instruido de Pedro Boado Sánchez; en 1836, la Parola de Cacheiras y entre 1836 y 1837 los Diálogos na Alameda de Santiago, las Tertulias de Picaños y el Coloquio na Pontella Chaínsa. También serían diálogos de esta época el Diálogo entre Gorecho e Mingos, el Tertulio dos  Concheiros y El Pleiteante Gallego.

## Segunda fase: os precursores (1840-1863)
A partir de 1840, seguramente por una influencia directa del movimiento del Provincialismo, surgirán numerosos poemas escritos en gallego en la prensa de Galicia. Comienza a verse la lengua gallega, pues, como una lengua literaria.
Uno de los principales acontecimientos del Prerrexurdimento fue la publicación de A Gaita Gallega, Tocada polo Gaiteiro, ou Carta de Christus para ir Deprendendo a Ler, Escribir e Falar Ben a Lengua Gallega (1853), de Xoán Manuel Pintos, libro conocido popularmente como A Gaita Gallega. Se trata de una obra de poesía narrativa y dialogada, escrita en gallego, español y latín (y con citas en francés), protagonizada por un gaitero gallego que irá desproveyendo a su tamborilero castellano de los prejuicios que este tiene sobre Galicia y los gallegos.
Otro acontecimiento destacable para la literatura en gallego radica en la celebración de los Juego Florales de La Coruña (1861), en los cuales participaron poetas en gallego y en español. Pero lo realmente importante, hablando desde un punto de vista literario, fue la publicación de los poemas premiados en este certamen en un volumen que lleva por título Álbum de la Caridad, Seguido de un Mosaico Poético de Nuestros Vates Contemporáneos. En este libro, se encuentran composiciones de autores de la talla de Francisco Añón, Xoán Manuel Pintos, Alberto Camino, Rosalía de Castro o Eduardo Pondal.
Por otro lado, cuando nos referimos a los precursores, estamos hablando de un grupo de poetas con unas características temáticas comunes. Algunas de ellas son las siguientes:
1. Galicia y su paisaje.
2. Defensa de la lengua y cultura gallegas.
3. Cuadros costumbristas.
4. El amor
5. La morriña
6. La preocupación por la situación política y social de Galicia.

Para acabar, los escritores más destacados de la fase de los precursores serían: Vicente Turnes, Marcial Valladares Núñez, Xoán Manuel Pintos, Francisco Añón, Alberto Camino y también los hermanos Antonio de la Iglesia y Francisco María de la Iglesia.